# Escrima

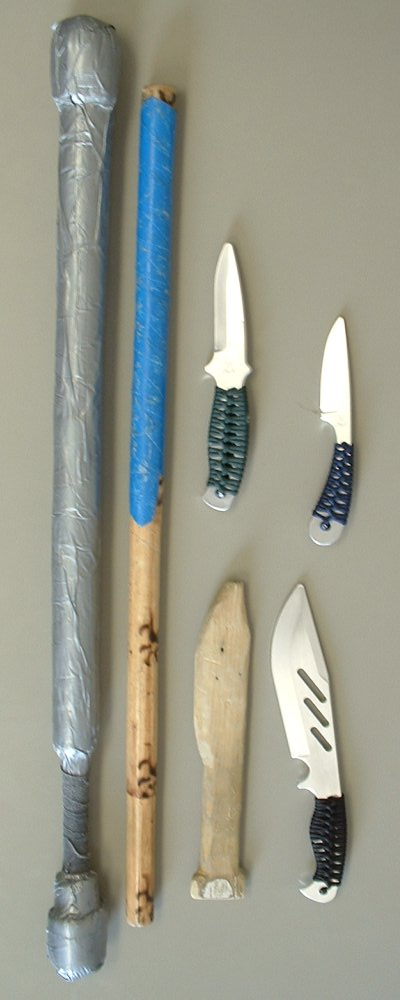
Una serie di armi da addestramento usate nelle scuole di Escrima. Sono presenti un bastone imbottito, un bastone in rattan, un pugnale d'allenamento in legno e tre diversi coltelli d'allenamento in acciaio.

Escrima o Eskrima è un antico sistema di combattimento filippino, conosciuto anche come Kali o Arnis de Mano, o ancora come FMA (Filipino Martial Arts).
L'escrima è considerata la più efficace arte marziale nell'uso delle armi bianche, in particolare bastoni e coltelli. Per questo motivo, è oggi utilizzata nei sistemi di combattimento militare corpo a corpo di numerosi eserciti e forze speciali in tutto il mondo nonché nei più avanzati sistemi di difesa.

## Storia
"Escrima" in lingua filippina Tagalog ha lo stesso significato dello spagnolo esgrima, ovvero scherma. Il primo contatto storico del mondo occidentale con i guerrieri filippini si ha nell'epoca delle prime conquiste coloniali, che seguirono alle esplorazioni dei "nuovi mondi" scoperti dai grandi navigatori agli inizi del Cinquecento. Quando i "conquistadores" spagnoli arrivarono nelle Filippine, trovarono ad aspettarli tribù belligeranti, che usavano armi tradizionali per difendersi.
Ferdinando Magellano, in particolare, venne ucciso nella battaglia di Mactan del 1521 da alcuni guerrieri nativi sotto il comando del re Lapu-Lapu: è Antonio Pigafetta, che descrive nel suo diario di viaggio come gli indigeni uccisero Magellano con lance e con un "gran terciado (che è come una scimitarra, ma più grosso)". Dopo la conquista, gli spagnoli bandirono l'arte marziale indigena (che però rimase nascosta nelle danze e nei rituali popolari), sostituendola con la scherma spagnola. Il kali moderno risente ancora adesso dell'influenza spagnola.
Molti ritengono che l'origine dell'Escrima si trovi nelle arti marziali indonesiane, che hanno le loro radici nel Kun Tao e nel Silat. Il Kun Tao (letteralmente la via del pugno) non è altro che una delle evoluzioni che ha avuto il Ch'uan Fa (conosciuto in occidente ed a Hong Kong con il termine Kung fu e nella Cina moderna come Wu-shu), mentre il Silat deriva dai movimenti adottati dalle arti marziali della penisola indiana e della popolazione araba che si insediò in Indonesia verso il XIII secolo. Del resto, a partire dal XIV secolo iniziò l'insediamento di popolazioni musulmane anche nel sud delle Filippine, invasione che si fermò con l'arrivo degli spagnoli: ancora oggi le isole meridionali dell'arcipelago filippino sono abitate dalla popolazione "moros", musulmana.
In realtà, gli innumerevoli stili delle arti marziali filippine hanno assorbito tecniche e schemi motori da qualsiasi arte marziale portata dai vari conquistatori delle Filippine che si sono succeduti nel corso della storia: indiani, arabi, spagnoli (con accompagnamento di portoghesi ed italiani), americani, giapponesi.

## Escrima oggi
Negli ultimi anni è cresciuto l'interesse per le arti marziali meno diffuse, provenienti da diverse culture di tutto il mondo, incluso Escrima, Taekwondo, Brazilian Jiujitsu, Muay Thai ed altre.
Ritenuta la migliore arte per imparare ad usare i coltelli ed a difendersi da essi, Escrima ha attirato persone non necessariamente interessate al suo aspetto culturale. Come conseguenza, molti sistemi di Escrima sono stati modificati, per renderli più "vendibili" ad un pubblico esteso.
L'influenza di altre arti marziali asiatiche sul modo di proporsi sul mercato ha portato a un'enfatizzazione del trapping, del controllo e del disarmo, focalizzandosi sull'aspetto dell'autodifesa. D'altra parte, il Kali-Arnis-Escrima non si è evoluto in senso sportivo come altre arti marziali (soprattutto giapponesi e cinesi), mantenendo una certa impronta guerriera, dovuta alla sua origine (l'uso delle armi ne è insieme la causa e la diretta conseguenza).
I moderni metodi di allenamento tendono a curare meno il footwork e le tecniche di piede (che peraltro vengono assimilate con gli esercizi come veniva fatto anche anticamente) e le posizioni basse del corpo (che comunque erano adottate da non molti stili di Arnis/Escrima), soffermandosi sempre di più su tecniche dirette, maggiormente adatte a essere imparate da chi non ha la possibilità di dedicare moltissimo tempo a queste discipline e che possono sembrare più efficaci, soprattutto in contesti in cui è richiesta una reazione immediata che non implichi anni d'allenamento per essere acquisita.
Un altro campo in cui la disciplina si sta espandendo è il sincretismo con le tradizioni di scherma europea, medioevale e rinascimentale.

## Polemiche
Non è raro veder praticare Escrima insieme con arti marziali cinesi, come Kempo e soprattutto Wing Chun, nonché Jeet Kune Do. Nelle Filippine molti maestri di Escrima ormai praticano come sistemi a mani nude anche discipline giapponesi, come il Karate o lo Judo. Pochi sono quelli che, depositari della tradizione, ancora conservano l'arsenale disarmato autoctono originale. I collegamenti con l'Occidente si devono a Dan Inosanto. Fu proprio grazie a quest'ultimo che l'Escrima venne diffusa e conosciuta in tutto il mondo.
Merito di Inosanto, infatti, è quello di aver dato senso, logica e didattica ad un'arte marziale (o meglio ad un corpus di arti marziali) altamente carente in tal senso. Le Arti marziali filippine, infatti, in quanto sistemi familiari, non possedevano una progressione didattica, né una struttura ben definita e coerente di tecniche. I promotori di questo tipo di allenamento sostengono che le arti siano davvero simili in moltissimi aspetti, e negli altri siano complementari.
Nel Wing Tsun (principalmente in quello della scuola EBMAS) l'escrima Serrada della scuola di René Latosa rappresenta il completamento dell'area del combattimento armato (nel Wing Tsun le armi tradizionali sono i coltelli a farfalla e il bastone lungo); inoltre è perfettamente in armonia con molti principi dell'arte, quali il Dinamismo rivolto verso l'avversario, l'importanza di trovarsi offline, il sistema di spostamenti sul Triangolo per maggior sicurezza durante l'esecuzione delle tecniche, lo studio dell'uso del corpo e l'attenzione sensibile alle pressioni avversarie. È tuttavia anche vero che in America l'Escrima è ritenuta da molti più affascinante e facile da proporre insieme con le arti marziali asiatiche; e questo spiega, in parte, il proliferare di stili e sottostili, la cui reale efficacia e praticità è stata messa a volte in discussione.

## Aspetti tecnici

### Armi

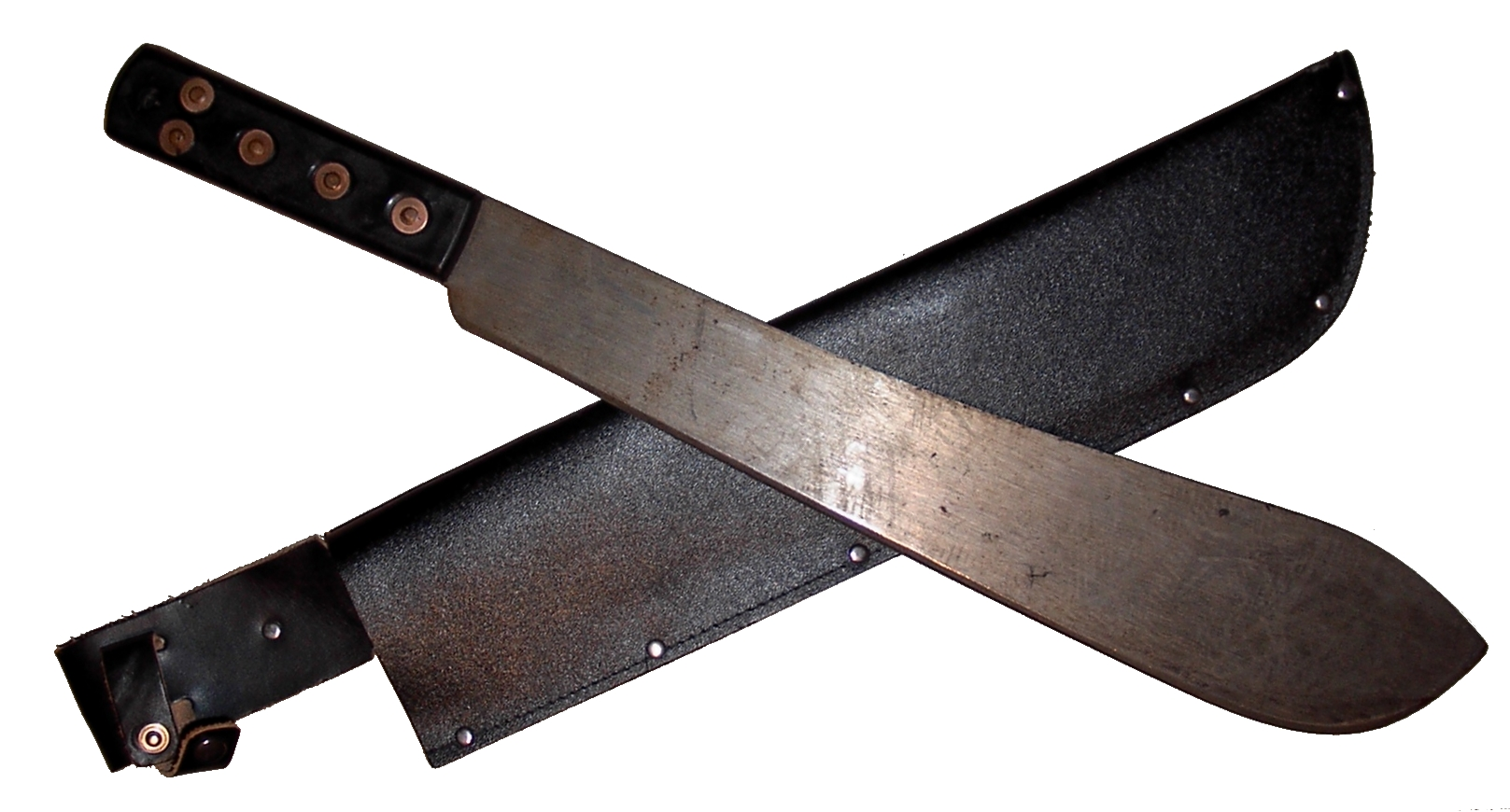
Un "Bolo" è il machete utilizzato nelle Filippine

La particolarità che più colpisce dell'Escrima è che si comincia lo studio dell'arte marziale imparando subito ad usare le armi. Successivamente si passa al combattimento a mani nude applicando le tecniche, le famiglie di movimento e le tattiche di combattimento apprese con le armi. Tutte le altre arti marziali cominciano sviluppando l'abilità nel combattimento a mani nude, per anni, prima di passare eventualmente alle armi.
Questa particolarità delle FMA, è giustificata dal fatto che per imparare il combattimento a mani nude si usano gli stessi esercizi del combattimento armato, ponendo nella memoria fisica il fulcro di tutto l'addestramento. Secondo i maestri filippini, avere la disponibilità di un'arma pone in vantaggio durante un combattimento, inoltre, durante l'apprendimento dei movimenti e delle tecniche, utilizzare un'arma focalizza l'attenzione e velocizza i movimenti: doti che diventano utili anche nello scontro disarmato e indispensabili in caso si fronteggiasse a mano nuda un avversario armato.
Un'altra opinione di questi maestri è che non si riesce a difendersi da certe armi (ad esempio il coltello), se non si conosce a propria volta come usarle. Quando non si ha un'arma a disposizione (anche di fortuna), il corpo stesso deve diventare un'arma!

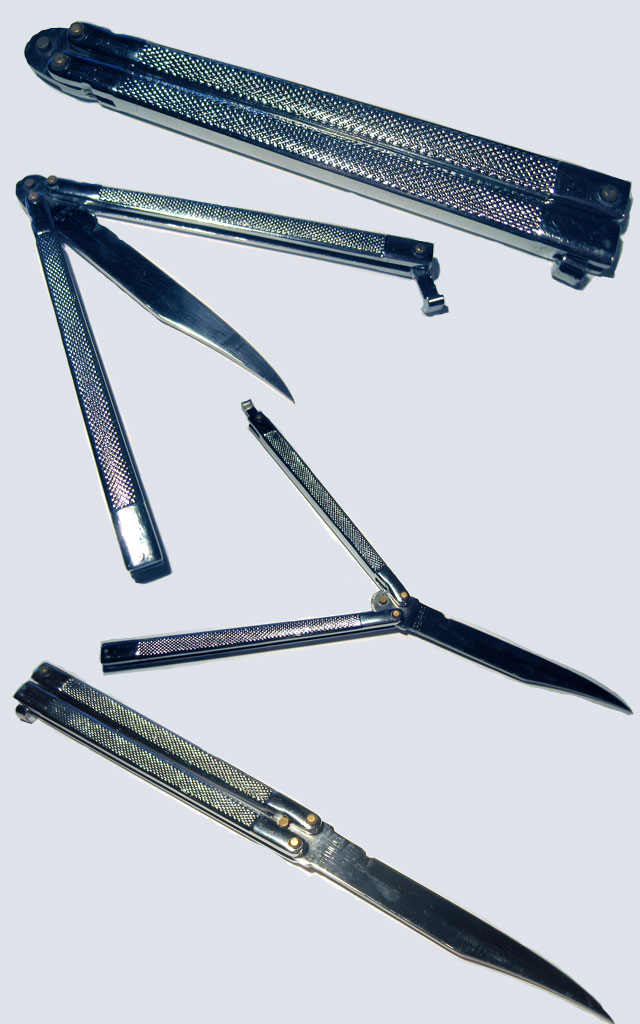
Balisong

L'arma più comunemente utilizzata per cominciare l'apprendimento dell'Escrima è il bastone in rattan (chiamato "olisi", "yantok" o "baton" o "baston" a seconda dello stile), lungo all'incirca quanto il braccio del praticante, con una lunghezza che può variare dai 45 ai 70 cm. Altri bastoni usati per l'allenamento possono essere fatti con legni più duri e resistenti del rattan.
Si usano anche bastoni d'alluminio o realizzati in plastiche molto resistenti. In molti sistemi si comincia con l'imparare il combattimento con due armi, che possono essere due bastoni, due coltelli o un bastone e un coltello (sistema chiamato "espada y daga").
Altre armi tradizionali possono essere il bastone lungo, il bastone da pugno (pocket stick), la lancia, lo scudo, la frusta e il nunchaku, oltre alle classiche armi da taglio filippine di medie dimensioni accomunate a quelle malesi: bolo (è praticamente un machete), kampilan (arma da taglio con un filo e lama rastremata verso l'impugnatura), barong (arma da taglio con lama a foglia leggermente curvata all'interno) e kriss (arma da taglio con due fili e lama serpeggiante che esiste di varie dimensioni: dalle maggiori, che equivalgono a quelle di una spada, a quelle inferiori, simili a quelle di un pugnale, solo per citarne alcune).

### Concetti tecnici di base
Il primo concetto tecnico su cui si fonda il Kali-Arnis-Escrima è utilizzare gli stessi movimenti usati per il maneggio di un'arma anche per il maneggio di armi diverse e per effettuare tecniche a mano nuda. Infatti, osservando attentamente le dimostrazioni tecniche di vari maestri ed istruttori di Escrima, si vede la quasi identica esecuzione della stessa tecnica, sia eseguita con un bastone che a mano nuda: vi sono solo piccoli aggiustamenti per adeguarsi a distanze di combattimento diverse e per sfruttare al meglio le differenti potenzialità offerte dalla mano prensile rispetto all'arma inerte.
Altro concetto tipico dell'Escrima, che si differenzia da altre arti marziali e che si ritrova solo nella scherma (e parzialmente nel Wing Chun), è la "numerazione degli angoli": gli attacchi vengono portati seguendo particolari traiettorie che comunque rientrano in "zone" che delimitano la figura umana del bersaglio. Per comprendere questo concetto, occorre immaginare la figura umana dell'avversario divisa perfettamente a metà da una linea verticale che attraversa tutto il corpo dalla estremità superiore della testa fino al pavimento: questa divide il bersaglio in due parti (destra e sinistra). A livello dell'ombelico, la figura viene di nuovo divisa in due parti da una linea parallela al terreno: il bersaglio a questo punto, è diviso in due ulteriori zone (alto e basso, oltre alla parte mediana corrispondente alla linea stessa).
A prescindere dal tipo di colpo (di punta o di taglio, ascendente o discendente...), ogni attacco rientrerà in una delle quattro zone delimitate dalla linea verticale e da quella orizzontale. Conseguentemente, i filippini hanno creato un sistema di numerazione che identifica queste zone e l'allievo che impara le difese dai vari attacchi, impara anche a gestire allo stesso modo qualsiasi tipo di colpo portato in una determinata zona. Gli stili di Kali-Arnis-Escrima sono tanti, ma tutti hanno questi quattro angoli (che diventano cinque considerando anche quello costituito dagli attacchi portati direttamente sulla linea centrale verticale) iniziali in comune: a seconda della scuola, questi angoli possono aumentare tramite ulteriori differenziazioni e distinguo in 7, 12, 15, 24 o più angoli.
Un'ulteriore differenza che esiste tra arti marziali di origine sino-giapponese e l'Escrima, è quella costituita dall'enfasi con la quale si predilige l'insegnamento delle tecniche tramite l'esecuzione di "routine" assieme ad un compagno, composte da esercizi ciclici, costituiti a loro volta dalla successione delle varie tecniche fino a quel momento imparate e da ulteriori esercizi che spingono l'allievo a sperimentare tecniche aggiuntive e variazioni, da applicare su uno schema ciclico fisso al fine di imparare ad adeguarsi alle mutevoli condizioni di un combattimento, aumentando la propria sensibilità e la capacità di applicare tecniche d'opportunità. Questi esercizi, che non hanno nulla a che fare con le forme presenti in altre discipline, sono chiamati Abesedario, Sumbrada o Sombrada, Hubud, Corridas, Tapi-Tapi, Palis, Contrada, Seguida e con tanti altri nomi, a seconda dello stile e del particolare ambito del combattimento per lo studio del quale si rivolgono (a lunga, media o breve distanza).

## Versione a mani nude
Nonostante il Kali-Arnis-Escrima sia conosciuto soprattutto per l'uso delle armi (soprattutto armi bianche da taglio e da percussione), in quest'arte esiste anche un vasto repertorio tecnico nel campo del combattimento a mano nuda che copre sia lo scontro tra opponenti disarmati, sia la difesa disarmata da attacco armato, rendendolo uno dei sistemi di combattimento più completi nell'ambito delle arti marziali. Tale bagaglio tecnico viene comunemente chiamato Pangamut e si compone di tre aspetti.

### Suntukan
Suntukan è la componente sorprendente legata al pugno delle arti marziali filippine. Nella regione dell'isola filippina centrale di Visayas, è conosciuta come Pangamot o Pakamot e Sumbagay. È anche noto come Mano-mano e spesso indicato nei circoli di arti marziali occidentali del lignaggio Inosanto come Panantukan. Sebbene sia anche chiamato boxe filippino, questo articolo riguarda l'arte marziale filippina e non deve essere confuso con lo sport occidentale del pugilato praticato nelle Filippine.
Suntukan non è uno sport, ma piuttosto un sistema di combattimento orientato alla strada. Le tecniche non sono state adattate per la sicurezza o la conformità a una serie di regole per la competizione, quindi ha la reputazione di "combattimento di strada ". Consiste principalmente in tecniche di percussione della parte superiore del corpo come pugni, gomiti, testate, colpi alla spalla e distruzione degli arti. È spesso usato in combinazione con Sikaran, l'aspetto del calcio del combattimento filippino che include calci dalla linea bassa, inciampare e colpi al ginocchioalle gambe, agli stinchi e all'inguine. Molti dei suoi altri set di mosse unici includono blocchi di gomito, pugni bolo e altri colpi taglienti, manovre evasive e posizioni di parata.

I praticanti di Suntukan in genere girano costantemente in cerchio per evitare di essere colpiti e cercano aperture, proprio come con il combattimento con i coltelli. Secondo l'artista marziale filippino Lucky Lucaylucay: "...se la tua pratica è basata sul combattimento con i coltelli, devi diventare molto più sofisticato con il gioco di gambe, le evasioni e il lancio perché una mossa sbagliata potrebbe significare la morte... ...pugilato filippino è esattamente come combattere con il coltello, tranne che invece di tagliare con una lama, colpiamo con un pugno chiuso".
Suntukan consiste anche nell'intrappolamento e nell'immobilizzazione degli arti, inclusa la tecnica chiamata gunting (forbici) a causa dei movimenti a forbice usati per fermare l'arto di un avversario da un lato mentre attacca dall'altro. Suntukan si concentra sul contrastare il colpo di un avversario con tecniche che annulleranno ulteriori attacchi colpendo determinate ossa e altre aree per causare danni all'arto attaccante. Le comuni distruzioni degli arti includono la guida di pugni diretti in arrivo nel gomito del combattente in difesa (siko) per frantumare le nocche.
Dumog o wrestling filippino è anche una componente essenziale di Suntukan. Questo tipo di lotta si basa sul concetto di "punti di controllo" o "punti di strozzatura" sul corpo umano, che vengono manipolati - ad esempio: afferrando, spingendo, tirando - per interrompere l'equilibrio dell'avversario e per tenerlo fuori equilibrio. Questo crea anche opportunità per colpi ravvicinati usando testate, ginocchia, avambracci e gomiti. Ciò si ottiene con l'uso di strattoni, spintoni, speronamenti sulle spalle e altre tecniche di sbilanciamento insieme a pugni e calci. Ad esempio, il braccio dell'attaccante potrebbe essere afferrato e tirato verso il basso per esporre la testa a un colpo al ginocchio.
Un certo numero di campioni di boxe filippini hanno praticato eskrima e suntukan. Mentre molti campioni di boxe filippini come Estaneslao "Tanny" del Campo e Buenaventura "Kid Bentura" Lucaylucay (il padre di Lucky Lucaylucay) praticavano boxe olimpica e sportiva, usavano anche il pangamot la sporca boxe da strada che è distinta dalla boxe occidentale.
Il campione del mondo Ceferino Garcia (considerato colui che ha introdotto il bolo punch nel mondo occidentale della boxe) ha brandito un coltello bolo in gioventù e ha sviluppato il suo caratteristico pugno dalla sua esperienza nel tagliare la canna da zucchero nei campi agricoli con l'attrezzo a lama. Lui stesso ha affinato il suo suntukan per le strade, diventando un noto combattente di strada imbattibile grazie alle sue abilità. Il leggendario campione del mondo Gabriel "Flash" Elorde ha studiato Balintawak Eskrima (sotto il fondatore Venancio "Anciong" Bacon) e ha ottenuto il suo innovativo e intricato gioco di gambe da suo padre, "Tatang" Elorde che era il campione Eskrima di Cebu. Si dice che lo stile di Elorde sia stato adottato da molti pugili, incluso il suo amico Muhammad Ali.

### Sikaran
Sikaran è un'arte marziale filippina che prevede combattimenti con le mani e principalmente con i piedi. Poiché Sikaran è un termine generico per calci che è anche usato come nome degli aspetti dei calci di altre arti marziali filippine.
Sikaran ha i suoi distinti stili di calci. Il caratteristico calcio Biakid viene eseguito facendo perno all'indietro in un giro completo, proprio come un calcio a gancio rotante o un calcio circolare inverso in altri stili di arti marziali e prende di mira il lato o la parte posteriore della testa mentre il praticante è a metà al raggio di punzonatura.
Il grado di efficacia aderisce a due classificazioni: "panghilo" (colpo paralizzante) e "pamatay" o calcio letale. Ovviamente il primo mirava alle parti meno vitali del fisico, mentre il bersaglio del secondo comprende cuore, collo, testa, inguine e colonna vertebrale, tutte parti molto vulnerabili.
Il filmato dell'episodio della serie TV Last Man Standing UK su Sikaran mostra come lo stile praticato nella provincia sia diverso dal Taekwondo coreano e dal Karate giapponese. Ci sono state domande sull'arte di Sikaran come originaria delle Filippine o presa in prestito dal Karate e dal Tae Kwon Do, ma come si può vedere nel filmato Last Man Standing, agli agricoltori che guardano lo sport e tifano per il a margine, è semplicemente uno spettacolo ordinario comune al loro particolare villaggio, proprio come Sabong (combattimento di galli) è nel resto delle Filippine.
Sikaran utilizza solo i piedi come regola per lo sport, e le mani sono usate solo per bloccare, anche le spazzate delle gambe e il lancio di un avversario fanno parte dell'arte marziale. Il giocatore usa le gambe il 90% delle volte e le mani il 10% e solo per bloccare o parare i colpi. La violazione di questa ingiunzione, specialmente nei tornei, è motivo di squalifica.
L'ingresso di Sikaran nei tornei, in particolare quelli di calibro internazionale, prefigurava alcune modifiche, se non innovazioni, delle sue regole originali, come la fissazione di un limite di tempo e l'allargamento dell'area di combattimento al doppio della dimensione richiesta dell'arena originale, e il indossare l'armatura per motivi di sicurezza poiché nella provincia originaria si gioca a pieno contatto ea torso nudo senza armatura o parafango, poiché gli artisti marziali filippini provenienti da aree più modeste generalmente non avevano tale accesso agli accessori occidentali.

### Dumog
L'ultimo aspetto è il cosiddetto Dumog (o Buno, secondo gli stili) che comprende genericamente la lotta, ovvero le tecniche di controllo, di sbilanciamento, di proiezione e soprattutto le leve, le quali rivestono una particolare importanza in questa arte marziale per il loro utilizzo anche nelle tecniche di disarmo. Anche nel campo del Pangamut, si privilegiano esercizi in coppia che sviluppano la sensibilità e che sono la variante a mano nuda dei rispettivi esercizi eseguiti anche a mano armata, soprattutto Hubud-Lubud e Sumbrada.

### L'aspetto sportivo
Seppur meno diffuso rispetto a molte altre arti marziali (che fanno ormai dell'agonismo il loro scopo principale) a partire dalla fine degli anni ottanta anche nelle arti marziali filippine si sono sviluppate delle competizioni sportive (molte scuole tuttavia preferiscono dedicarsi solo alla pratica per autodifesa). Tre sono i tipi di competizione: combattimento con bastone singolo e doppio; Anyo (forme). Dal 1986 l'Eskrima sportiva nelle Filippine è regolata dalla Arnis Philippines che è membro del locale Comitato Olimpico. A livello internazionale l'attività sportiva fa capo alla IAF (International Arnis Federation, in filippino Arnis Pederasyong International - ARPI).